# Propofol
Le propofol (diisopropylphénol)  est un agent anesthésique  intraveineux de courte durée d'action. Il peut être utilisé dans l'induction et l'entretien d'une anesthésie générale ou lors d'une sédation. Sa seule forme injectable ayant l'aspect d'un liquide trouble comme le lait (une émulsion ou dispersion colloïdale) il a été aussi baptisé le "lait d'amnésie". Le propofol est également utilisé couramment en médecine vétérinaire.
Il est connu pour avoir été impliqué dans la mort de Michael Jackson.

## Découverte et histoire
L'histoire du propofol remonte aux années 1970, grâce aux travaux d'un vétérinaire écossais chercheur chez ICI (avant que la compagnie ne devienne AstraZeneca), le Dr John B. Glen (en) (John Baird Glen, parfois aussi appelé Iain Glen, ou mentionné comme Rolly Glenn). Durant 13 ans, le Dr John B. Glen a testé sur l'animal des centaines de molécules synthétisées par ICI afin d'en évaluer le pouvoir anesthésiant. Ses recherches ont failli échouer en raison des effets indésirables initialement observés avant que les difficultés de mise au point de la forme injectable du produit ne soit finalement surmontées. En effet, avant de pouvoir être injectée à l'homme, la molécule active mais hydrophobe devait d'abord être mélangée à une autre substance afin de pouvoir la solubiliser sous forme d'une dispersion colloïdale, un mélange hétérogène dans lequel les deux phases liquides (apolaire et polaire) sont intimement mêlées l'une à l'autre sans y être réellement dissoutes. Le premier mélange à faire l'objet d'essais cliniques ayant provoqué des réactions potentiellement mortelles chez certaines personnes, les travaux ont été presque abandonnés.
Ce n'est qu'en 1986 que le propofol a été autorisé au Royaume-Uni et en 1989 aux États-Unis. Le propofol est devenu l’anesthésique de référence moderne à partir des années 1990, permettant le développement de l’anesthésie intraveineuse à objectif de concentration (AIVOC). En 2018, John B. Glen a reçu le prestigieux prix Albert-Lasker pour avoir découvert le propofol.

## Propriétés
Le propofol n'est ni un barbiturique (il a d'ailleurs largement remplacé le thiopental (Pentothal) dans l'induction anesthésique), ni un analgésique, raison pour laquelle lors de gestes douloureux, il doit être associé à un analgésique comme le sufentanil (Sufenta) afin d'atténuer la perception douloureuse.

## Utilisation
Le propofol permet :
- l'induction de l'anesthésie générale, chez des patients adultes ou enfants de plus de trois ans ;
- l'entretien d'une anesthésie générale chez les adultes ou les enfants de plus de trois mois (depuis 2001, au Canada, le propofol est contre-indiqué pour la sédation des enfants de 18 ans[pas clair] ou moins qui reçoivent des soins intensifs[réf. souhaitée]) ;
- la sédation en unité de soins intensifs/réanimation pour les adultes intubés et ventilés mécaniquement.

Cet hypnotique est aussi utilisé dans les services d'urgence pour désengorger les blocs opératoires de petites interventions qui nécessitent une anesthésie générale (AG).

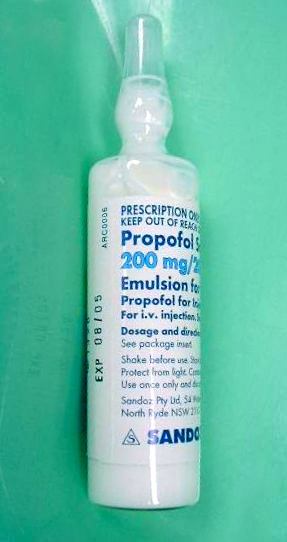
Une ampoule de 20 ml de propofol 1 %.

## Commercialisation et emploi
Très hydrophobe, la préparation commerciale se présente sous forme d'émulsion lipidique.
Le propofol est autorisé pour l'induction et l'entretien des anesthésies dans plus de 50 pays[réf. nécessaire].
Des versions génériques sont commercialisées.

## Mode d'action
Le propofol exerce très probablement son activité anesthésiante en se liant aux récepteurs GABAA. L'activation de ces récepteurs entraîne une baisse globale de l'excitabilité du cerveau et, par un mécanisme mal compris, entraîne l'anesthésie générale.

## Effets secondaires
Le propofol entraîne peu de nausées. Son injection peut être douloureuse[En quoi ?][Où ?] dans près de 70 % des cas. La douleur peut être minimisée si l'injection est faite sur une grosse veine du bras ou si elle est accompagnée de lidocaïne.
Le propofol à doses importantes provoque un arrêt respiratoire qui peut avoir des conséquences fatales.
Le PRIS, ou propofol infusion syndrome, en français « syndrome de perfusion au propofol » ou « syndrome de perfusion du propofol » - rare, mal expliqué mais potentiellement mortel - présente un risque : des patients perfusés, notamment plus de 48 heures à des doses supérieures à 4 mg·kg-1 par heure, risquent une bradycardie réfractaire, voire une asystolie, associée à une acidose métabolique, une rhabdomyolyse, des lésions cardiaques et cérébrales qui peuvent être retardées,,.

## Divers
Le propofol fait partie de la liste modèle des médicaments essentiels de l'Organisation mondiale de la santé (liste mise à jour en avril 2013).
Le propofol injecté par le docteur Conrad Murray a causé la mort par overdose de Michael Jackson le 25 juin 2009.